# Benkös öppning
Den här artikeln använder algebraisk schacknotation för att beskriva schackdragen.
Benkös öppning, även känd som ungersk öppning, Barczays öppning, Bileks öppning och kungsfianchettoöppningen, är en schacköppning som definieras av draget:
1. g3
Benkös öppning övergår oftast i andra öppningar. Den har fått sitt namn från Pál Benkő som använde den för att besegra Bobby Fischer och Michail Tal i kandidatturneringen i Curaçao 1962.
Med 1.g3 förbereder vit fianchettering av löparen. Svarts vanligaste svar är 1...d5 som efter 2.Sf3 kan leda till bland andra Rétis öppning, katalanskt parti eller kungsindiskt i förhand. 
Andra vanliga drag är 1...g6, 1...e5 och 1...c5 som alla ofta övergår i engelskt parti efter att vit spelar c4.

## Partiexempel
Vit: Richard Réti
Svart: Aleksandr Alechin
Baden Baden 1925
1.g3 e5 2.Sf3 e4 3.Sd4 d5 4.d3 exd3 5.Dxd3 Sf6 6.Lg2 Lb4 7.Ld2 Lxd2 8.Sxd2 O-O 9.c4 Sa6 10.cxd5 Sb4 11.Dc4 Sbxd5 12.S2b3 c6 13.O-O Te8 14.Tfd1 Lg4 15.Td2 Dc8 16.Sc5 Lh3 17.Lf3 Lg4 18.Lg2 Lh3 19.Lf3 Lg4 20.Lh1 h5 21.b4 a6 22.Tc1 h4 23.a4 hxg3 24.hxg3 Dc7 25.b5 axb5     26.axb5 Te3 27.Sf3 cxb5 28.Dxb5 Sc3 29.Dxb7 Dxb7 30.Sxb7 Sxe2 31.Kh2 Se4 32.Tc4 Sxf2 33.Lg2 Le6 34.Tcc2 Sg4 35.Kh3 Se5 36.Kh2 Txf3    37.Txe2 Sg4 38.Kh3 Se3 39.Kh2 Sxc2 40.Lxf3 Sd4 0-1